# 忠州梅氏
忠州梅氏（韓語：충주 매씨）是韓國梅姓最大的本貫，傳説源自中國山東省濟南府，移居至朝鮮半島之後，一直都在忠州定居並歸化。
根據1985年及2000年韓國的人口統計，梅姓在韓國的人口一直都維持在大約200名。
另外，海州梅氏亦是源自忠州梅氏，但現時人口只餘下一戶4人家庭。